# Irena Więckowska
Irena Więckowska (Danzica, 17 febbraio 1982) è una schermitrice polacca, vincitrice di una medaglia d'oro, una d'argento ed una di bronzo ai campionati europei di scherma.

## Palmarès
In carriera ha conseguito i seguenti risultati:
- Europei di scherma

2001 - Coblenza: bronzo nella sciabola a squadre.
2006 - Smirne: argento nella sciabola a squadre.
2008 - Kiev: oro nella sciabola a squadre.